# 白鶴拳
白鶴拳（はっかくけん）とは、白鶴門拳法の総称。鶴拳。福建省とその対岸の台湾で大流行し、台湾では非常に有名な拳法である。実戦的で修練に即効性があるとされ、修する者は多い。技の豊富さではなく、深めていくメソッドに武術としての凄みを主眼においている。

## 発祥と沿革
白鶴門に伝わる開祖伝説によると、清朝康熙年間（1662年 - 1722年）に生まれた福建少林寺の僧で少林十八羅漢拳の使い手である方慧石（方種とも）の娘、方七娘によって創作されたとされる。方七娘は16歳の折、鶴（白鶴仙人とも）の動きに触発され、父親から習得した少林十八羅漢拳に鶴の形意、姑娘歩と言われる歩法（纏足の女性が歩くような歩法）を合わせて白鶴拳を編み出したといわれる（沖縄に伝わった白鶴拳の古文書「沖縄伝武備志」によれば「三年にして学成る」とある。）。その後方七娘は、白蓮寺を教練所として白鶴拳の普及を始めたという。
ある日、白蓮寺に顔起誕と曽四という拳士が訪れた。七娘と顔たちは拳法を巡る口論の末、七娘と顔が試合をすることになった。しかし顔の技量は七娘に及ばす、敗れた顔の遺言により曽四は七娘の門下生となったという。後に七娘と曽四は夫婦となり、10数年後に曽四は白鶴拳の全伝を得て、全国に白鶴拳を広めるための旅に出た。その後、清朝によって白蓮寺を追われた七娘と曽四は再会を果たし、福建省東北部の詠春で白鶴拳を広めたという。その後、七娘は曽四に白鶴拳二代目宗主を譲った。
詠春で七娘から白鶴拳全伝を受けたトゥルーコウ（ルールーコウ、劉龍公？）は、さらに拳法を磨き詠春白鶴拳を完成した。その後、トゥルーコウによって白鶴拳は福建省全土に伝わり、いくつかの門派に分かれた。現在ではこれら門派を福州鶴拳と総称している。なお、台湾には国共内戦の時代から多数の移民があり、武術に長じた人々も多数移り住んだため南北各派の中国武術が伝わっている。

## 門派
白鶴門は別名、鶴法（カクホウ）とも呼ばれており、現在、白鶴門は、福建省や台湾に伝わる詠春白鶴拳と、福建省に根強い福州鶴拳、すなわち四大門派と言われる飛鶴拳・鳴鶴拳・宿鶴拳（別称・宗鶴拳）・食鶴拳（それぞれ、鶴が飛ぶ形意、威嚇する形意、休む形意、食す（殺す）形意を表している）と縦鶴拳が主にあり、他にもいくつかの傍流が存在する。主なものでは、猴鶴双形拳（太極拳以上に超スローモーに演武する拳）などが伝承されている。

## 技術と拳理
白鶴拳の拳法理論は、陰陽、三才、五行、八卦の四つの考えからなる。
陰陽は心身一体、攻防一体、内外一体といった拳法の理念。三才は形、功、法のことで、形は拳法の型。功は功夫（修練）、法は技法であり、この3つは相関を持って育っていくとする。五行は五行説に基づく概念で、白鶴拳の代表的技法である五行手に象徴される。五行手はそれぞれ、金形手、木形手、水形手、火形手、土形手といわれる五種類の基本型で、それぞれに攻防上の特性がある。
そして八卦は、攻守の理論である八誌（呑・吐、浮・沈　と　剛・柔、動・静）である。また、白鶴拳は女性のような歩き方をすることが知られており、開祖が女性であるという伝説の裏付けともされているが、姑娘歩の他に八字馬、丁字馬、側身馬、前弓後箭馬、立鶴馬などの様々な歩法がある。また寸力、いわゆる発勁による打法を基本とする。これを可能にするのが地根力という身法であり、接近戦での寸力を会得するため、足底から手先まで一瞬にして力が伝わるように、主に水形手、火形手を使い練習する。白鶴震身という白鶴拳独特の特殊な身法も存在する。白鶴震身と同様のものとして縦身・駿身・宗身大法などがある。
また鳴鶴派を例に取れば鶴の鳴く象意を取り入れた拳であるが、その名の由来は套路上で攻撃の威力を上げる為の内功を練る際の呼吸法（空手道で言うところの息吹）であり、呼吸の呼気の際の「コォ〜〜」、「クゥホォ〜〜」、「ヒュ〜〜」等の呼吸音が鶴の鳴き声に似ているためによるものである。呼吸法により腹部の気を運用し気功により内勁の強化・倍増を狙う。
套路（型）としては、角戦拳、三戦拳、中方、八歩連、二十八步などがある。手を主な武器とする拳法であるため、手や肘や肩を硬いものに打ち付けて鍛える三節六座といわれる練功法がある。さらに手で袋に詰めた砂鉄等を打つ鉄砂掌の訓練も伝わっている。
暗器（隠し武器）として掌寸棍（≒クボタン）、鉄拳掌などを用いる。
武器術として刀、剣、ヌンチャクと銭鏢という硬貨を武器として投擲する術がある。
戦闘時には五行手を駆使し緻密な手法を繰り出し、猛烈な勢いで敵を打つ拳である。台湾などでは公園での立会い試合で、白鶴拳相手に他派の著名な名手が負けてしまう話がよく聞かれるなど、試合時の強さで知られる名拳である。伝承者によっては、動作が大まかで低姿勢であり、ゆっくりと演武する人もある。白鶴の名ゆえか女性的な動きを思い浮かべられがちだが、実際は力強い拳風である。その他にもゆっくりと柔らかく型を練習する派もあり、また、共に柔らかくゆっくりと練習するため、親和性が高いとされる太極拳と弊習すると、とても効果が高いと一般に台湾などでは評されており弊習されている。

## 琉球への伝来と空手との関係
明・清は琉球王国との交易港として福建省の福州を開港しており、古くから琉球と福建地域との間には、人的、文化的交流があった。琉球には「沖縄伝武備志」という白鶴拳の武術書が残されているが、どういう経路で入ったのかには諸説がある。呉賢貴導入説、宮城長順輸入説などがある。
今日、空手のルーツについて、琉球空手の三大系統のうち、那覇手は、中国拳法の影響を強く受けて発展したと考えられている。ちなみに明・清との交易港として琉球王国が開港していたのは那覇港だった。那覇手の中興の祖である東恩納寛量は、中国福建に渡り中国拳法を習得したと伝わるが、近年では、東恩納の経歴の信憑性には種々の疑問が持たれているので、直接的な伝系があったかを証明するのは難しい。沖縄に拠点を置く金硬（キンガイ）流唐手術は、白鶴拳の影響を認めている。
白鶴拳との関係は不明であるものの、上地流空手の祖師上地完文は福建省福州にて周子和にパンガイヌーン（半硬軟）と呼ばれる拳法を学んでいる。また、上地流にも周子和伝の「三戦」が伝えられている。しかし、上地流は一般には虎拳と見なされている。

## 逸話・系統
逸話として
- 意拳創始者王向斉は白鶴拳の使い手と交流し、自身の拳識を深めたという。

系統として
- 福建省に伝わる南派武術、南派太祖拳は共通点が多く、太祖鶴拳を祖とし、白鶴拳の祖の鶴拳と祖を同じくする説もある。

拳の風格を見る限り、同系列と思われる門派に
- 技の風格に共通点がある南派蟷螂拳（朱家、周家両派）。
- 福建省に伝わる南派羅漢拳がある。
- 白鶴拳の技法が入り、福健省で発生した五祖（鶴陽）拳。

## 備考
香港には西蔵（チベット）伝来の白鶴拳が伝承されているが全く別門派である。